# Баргонаско (Ђенова)
Баргонаско је насеље у Италији у округу Ђенова, региону Лигурија.
Према процени из 2011. у насељу је живело 412 становника. Насеље се налази на надморској висини од 51 м.